# Alison Brown
Pour les articles homonymes, voir Brown.
Alison Brown (née le 7 août 1962 à Hartford) est une chanteuse américaine de bluegrass et country. Elle joue essentiellement du banjo et de la guitare. Au cours de sa carrière, elle gagne ou est nommée pour plusieurs Grammy Awards. Sa musique mélange différents styles, dont le jazz, le bluegrass, la country, le rock et le blues.

## Biographie

### Jeunesse
Née le 7 août 1962 à Hartford, Connecticut, Alison Brown a appris à jouer de la guitare à huit ans, et du banjo deux ans plus tard. À l'âge de 12 ans, elle fait la rencontre du joueur de violon Stuart Duncan.
Durant l'été 1978, Alison Brown voyage à travers le pays avec Stuart Duncan et son père, jouant dans des festivals et des concours. Elle  remporte la première place du Canadian National Banjo Championship, lui permettant de jouer un soir dans l'émission radio-télévisée Grand Ole Opry.

### Scolarité
En 1980, Brown intègre l'université de Harvard, où elle étudie l'histoire et la littérature. Après être sortie diplômée de Harvard, elle obtient un MBA de l'UCLA.
En 1982, pendant ses études à Harvard, Brown participe à la reformation du groupe de bluegrass Nothern Lights, en pause depuis 5 ans. elle intègre le groupe jusqu'en 1984, année où elle déménage en Californie. Alison Brown travaille pendant deux ans dans l'entreprise financière Smith Barney à San Francisco, et prend par la suite une pause afin de poursuivre sa carrière musicale.

### Union Station et autres collaborations
En 1987, Alison Krauss demande à Alison Brown de rejoindre son groupe, Union Station. Elle en est membre pendant trois années. En 1990, elle déménage au Tennessee, et est sacrée meilleur joueur de banjo de l'année 1991 par l'International Bluegrass Music Association. L'album I've Got That Old Feeling, d'Union Station, auquel elle participe, remporte un Grammy Award.
En 1992, Alison Brown participe au groupe de bluegrass de Michelle Shocked.

### Compass Records
Au début des années 1990, Brown et son mari Gary West lance leur propre label, Small World Music. Cette entreprise aboutit au lancement de Compass Records en 1995, un label reconnu dans la musique bluegrass à l'international, qui héberge des artistes tels que Victor Wooten, Colin Hay, Catie Curtis, Lúnasa, Martin Hayes, Jeff Coffin, Russ Barenberg, Darol Anger et d'autres.

### Grammy Awards
En 2001, en collaboration avec Béla Fleck, Alison Brown remporte un Grammy pour sa chanson "Leaving Cottondale", extrait de son album Fair Weather. Elle participe aussi à l'album d'Alison Krauss I've Got That Old Feeling qui remporte lui aussi un Grammy Award. Enfin, elle en gagne un pour son album solo, de Simple Pleasures, sorti en 1990.

### Alison Brown and Quartet
Elle sort en 2005 Stolen Moments, qui mélange bluegrass, jazz et musique celtique.Son album de 2009, intitulé The Company You Keep, reste dans ces inspirations musicales.
Alison Brown fait des tournées internationales avec son quartet. Ancienne étudiante de l'Université de Harvard, elle est invitée à jouer lors de la cérémonie d'investiture du nouveau président de cette université, Drew Faust.
Elle sort en 2015 un nouvel album, The Song of the Banjo, accompagnée des artistes Indigo Girls, Colin Hay, Keb' Mo', Jake Shimabukuro, Rob Ickes et Steve Gadd.
Elle poursuit en parallèle une carrière de productrice de musique, produisant par exemple Dale Ann Bradley, Peter Rowan, Quiles & Cloud, ou encore Claire Lynch.

## Discographie

### Vanguard Records
- Simple Pleasures (1990)
- Twilight Motel (1992)
- Look Left (1994)
- Quartet (1996)
- Best of the Vanguard Years (2002)
- Vanguard Visionaries (2007)

### Compass Records
- Out of the Blue (1998)
- Fair Weather (2000)
- Replay (2002)
- Stolen Moments (2005)
- Evergreen (2008)
- The Company You Keep (2008)
- The Song of the Banjo (2015)